# Scandale de harcèlement d'eBay
 (mai 2024).
La mise en forme du texte ne suit pas les recommandations de Wikipédia : il faut le « wikifier ».
Les points d'amélioration suivants sont les cas les plus fréquents. Le détail des points à revoir est peut-être précisé sur la page de discussion.
- Les titres sont pré-formatés par le logiciel. Ils ne sont ni en capitales, ni en gras.
- Le texte ne doit pas être écrit en capitales (les noms de famille non plus), ni en gras, ni en italique, ni en « petit »…
- Le gras n'est utilisé que pour surligner le titre de l'article dans l'introduction, une seule fois.
- L'italique est rarement utilisé : mots en langue étrangère, titres d'œuvres, noms de bateaux, etc.
- Les citations ne sont pas en italique mais en corps de texte normal. Elles sont entourées par des guillemets français : « et ».
- Les listes à puces sont à éviter, des paragraphes rédigés étant largement préférés. Les tableaux sont à réserver à la présentation de données structurées (résultats, etc.).
- Les appels de note de bas de page (petits chiffres en exposant, introduits par l'outil «  Source ») sont à placer entre la fin de phrase et le point final[comme ça].
- Les liens internes (vers d'autres articles de Wikipédia) sont à choisir avec parcimonie. Créez des liens vers des articles approfondissant le sujet. Les termes génériques sans rapport avec le sujet sont à éviter, ainsi que les répétitions de liens vers un même terme.
- Les liens externes sont à placer uniquement dans une section « Liens externes », à la fin de l'article. Ces liens sont à choisir avec parcimonie suivant les règles définies. Si un lien sert de source à l'article, son insertion dans le texte est à faire par les notes de bas de page.
- La présentation des références doit suivre les conventions bibliographiques. Il est recommandé d'utiliser les modèles {{Ouvrage}}, {{Chapitre}}, {{Article}}, {{Lien web}} et/ou {{Bibliographie}}. Le mode d'édition visuel peut mettre en forme automatiquement les références.
- Insérer une infobox (cadre d'informations à droite) n'est pas obligatoire pour parachever la mise en page.

Pour une aide détaillée, merci de consulter Aide:Wikification.
Si vous pensez que ces points ont été résolus, vous pouvez retirer ce bandeau et améliorer la mise en forme d'un autre article.
 (décembre 2024).
Le scandale de harcèlement d'eBay est une affaire menée en 2019 par eBay et des sous-traitants. Le scandale impliquait la traque agressive et le harcèlement de deux blogueurs spécialisés dans le commerce électronique, Ina et David Steiner, qui écrivaient fréquemment des commentaires sur eBay sur leur site Web EcommerceBytes,. Sept employés d'eBay ont plaidé coupables à des accusations d'association de malfaiteurs,. Parmi ces sept employés figuraient deux hauts responsables de l'équipe de sécurité d'eBay. Deux membres de l'équipe de direction d'eBay impliqués dans le scandale n'ont pas été inculpés.

## Contexte

### EcommerceBytes
EcommerceBytes est une newsletter en ligne et un blog spécialisé dans le commerce électronique fondé en 1999, quatre ans après la création d'eBay. Initialement appelé AuctionBytes, le site Web offrait des conseils aux acheteurs dès les débuts du commerce sur Internet. Dans les années qui ont suivi sa création, le site est devenu une ressource pour les vendeurs sur un certain nombre de plateformes, d'Etsy à Amazon, une sorte de blog pour toute personne dont l'activité consiste à vendre des articles en ligne. Il est lu principalement par les vendeurs, mais aussi par certains membres du personnel de ces plateformes, dont certains ont publié des commentaires sur ce blog. Ce site propose non seulement des conseils, mais aussi des critiques sur les changements organisationnels et réglementaires d'eBay et d'autres plateformes de commerce électronique. Par exemple, en avril 2019, Ina Steiner y a signalé que Devin Wenig, PDG d'eBay à ce moment-là, était payé 152 fois plus qu'un employé standard chez eBay.

### Un investisseur activiste demande des changements
En janvier 2019, Elliott Management, un fonds spéculatif activiste, a acheté un investissement important dans eBay. Ils ont envoyé une lettre à son conseil d'administration pour demander des changements, comme le remplacement du PDG, affirmant qu'eBay "en tant qu'investissement de société publique, avait sous-performé par rapport à ses pairs et au marché pendant une longue période". Cela a été interprété comme une pression supplémentaire sur la direction d'eBay pour obtenir des résultats, ce qui a conduit au développement d'une atmosphère de stress élevé au sein de l'entreprise.

## Traque et harcèlement
Les membres de la direction d'eBay étaient depuis longtemps gênés par les publications du couple Steiner sur leur blog. Sous pression au début de 2019 pour améliorer les performances, l’entreprise a ressenti un nouveau sentiment d’urgence. Par exemple, en avril 2019, Wenig a envoyé l'article sur la démesure de sa rémunération comparée à celle d'employés standard au responsable de la communication d'eBay de l'époque, Steve Wymer. Wymer a répondu qu'eBay allait « écraser cette femme ». Wenig a envoyé un message à Wymer quelques semaines plus tard : « Faites-la tomber. » Wymer a fait part de ses préoccupations au chef du service de sécurité d'eBay, Jim Baugh, dont l'équipe a commencé à harceler les Steiner chez eux et en ligne. Wymer a envoyé un message à Baugh disant qu'Ina Steiner était un « troll biaisé qui doit être RÉDUIT EN CENDRES », qu'il voulait « voir des cendres » et que Baugh devrait faire « tout ce qu'il faut »,.
Les Steiner ont été harcelés et menacés à la fois en ligne et physiquement à leur domicile par des livraisons d'objets tels qu'un masque de cochon ensanglanté, des cafards et des araignées vivants, une couronne funéraire et d'importantes commandes de pizza,,. Des magazines pornographiques livrés au nom de David Steiner ont été envoyés chez un voisin dans le but de les ridiculiser auprès de leur entourage,,.
Des employés ont pris l'avion de la Californie à Boston pour pouvoir vandaliser la maison du couple à Natick, et traquer leur véhicule personnel,. Des plans ont été élaborés pour entrer par effraction dans le garage du couple et placer un traceur GPS sur leur voiture.
EcommerceBytes n'était pas la seule source de critiques, Wenig était également préoccupé par une personne anonyme, dont le pseudo était Fidomaster (également connu sous le nom de Dan Davis et unsuckEBAY), qui écrivait régulièrement des commentaires et messages au sujet d'eBay sur Twitter, EcommerceBytes et d'autres forums en ligne.
La campagne de traque et de harcèlement visait à intimider EcommerceBytes pour les pousser à modifier leur couverture d'eBay, aboutissant à la « stratégie du chevalier blanc », consistant à faire appel à Brian Gilbert pour qu'il prétende venir en aide aux Steiner en tant que représentant officiel d'eBay, afin de gagner leur confiance et d'obtenir leur aide pour démasquer la personne derrière le compte Fidomaster/unsuckEBAY.

## Poursuites pénales
« Il s'agissait d'un effort déterminé et systématique de la part de cadres supérieurs d'une grande entreprise pour détruire la vie d'un couple à Natick simplement parce qu'ils publiaient du contenu que les dirigeants de l'entreprise n'aimaient pas. Pendant un certain temps, ils ont réussi, dévastant psychologiquement ces victimes pendant des semaines alors qu'elles essayaient désespérément de comprendre ce qui se passait et d'y mettre fin. »
En juin 2020, le Département de la Justice des États-Unis a inculpé six anciens employés et sous-traitants d'eBay pour complicité de cyberharcèlement et complicité de dissimulation de preuves. Un septième ancien employé a été inculpé en juillet.
Deux anciens employés ont été inculpés et arrêtés.
Il s'agit de :
- James Baugh de San José, en Californie. Il était directeur principal de la sécurité chez eBay. Baugh a plaidé coupable en avril 2022[4]. En septembre 2022, Baugh a été condamné à 57 mois de prison[12] ;
- David Harville de New York. Il était l'ancien directeur de la résilience mondiale chez eBay. Harville a plaidé coupable de sa participation au harcèlement en mai 2022. En septembre 2022, Harville a été condamné à 24 mois de prison[12].

Cinq anciens employés ont été inculpés mais n'ont pas été arrêtés. Chacune de ces personnes a été accusée de complicité en vue de commettre du cyberharcèlement et de complicité en vue de dissimuler des preuves. Tous ont plaidé coupables aux accusations. Il s'agit de :
- Stephanie Popp de San José, en Californie. Elle était directrice principale du renseignement international chez eBay. Elle a plaidé coupable en octobre 2020. En octobre 2022, Popp a été condamné à 13 mois de prison[12] ;
- Stephanie Stockwell de Redwood City, en Californie. Elle était responsable du centre de renseignement international (Global Intelligence Center, GIC) d'eBay. Elle a plaidé coupable en octobre 2020. En octobre 2022, Stockwell a été condamné à 24 mois de probation[12] ;
- Veronica Zea de San José, en Californie. Elle avait travaillé en tant que contractuelle chez eBay, en tant qu'analyste du renseignement au sein du GIC. Elle a plaidé coupable en octobre 2020[13] ;
- Brian Gilbert de San José, en Californie. Ancien capitaine de police[6], il était directeur principal des opérations spéciales pour l'équipe de sécurité internationale d'eBay. Il a plaidé coupable de complicité de cyberharcèlement et de complicité de dissimulation de preuves en octobre 2020[6],[14] ;
- Philip Cooke de San José, en Californie. Il a été inculpé en juillet 2020, à la différence des autres tous inculpés le 15 juin 2020[1]. Il était superviseur des opérations de sécurité. Cooke avait auparavant travaillé comme capitaine de police à Santa Clara[6],[15]. Il a plaidé coupable en octobre 2020[14] et a été condamné à 18 mois de prison fédérale[6], suivis de 3 ans de liberté surveillée (dont 12 mois d'assignation à résidence)[16], le 27 juillet 2021.

Le 11 janvier 2024, eBay a accepté de payer une amende de 3 millions de dollars dans le cadre d'une poursuite différée,.

## Procès civil
En juillet 2021, Ina et David Steiner ont porté plainte contre eBay Inc., Davin Wenig (ex-PDG), Steve Wymer (ancien directeur des communications), les sept accusés dans l'affaire pénale et Progressive FORCE Concepts (PFC), une société de sécurité indépendante. Wendy Jones, ancienne vice-présidente des opérations internationales d'eBay, et Steve Krystek, PDG de Progressive FORCE Concepts, ont également été ajoutés à une version modifiée de la plainte le 1er mars 2023.
Le procès affirme que Wenig et Wymer « ont donné carte blanche aux autres accusés pour mettre fin au reportage des Steiner par tous les moyens nécessaires, l'accusé Wymer exprimant "... Je veux voir des cendres. Aussi longtemps qu'il le faudra. Quoi qu'il en soit." L'accusé Wymer a promis aux accusés qu'il "assumerait la gestion de toute répercussion négative" si le plan tournait mal, en ajoutant : "Nous devons l'ARRÊTER". ». Le procès déclare également que « tous les comportements horribles, vicieux et écœurants qui ont suivi ont été commis par des employés d'eBay et de PFC, alors qu'ils agissaient dans le cadre de leur emploi, sous l'autorité et au profit d'eBay et de PFC.

## Enquête interne
Après avoir été contacté par les forces de l'ordre, eBay a engagé un cabinet d'avocats pour enquêter sur cette affaire de harcèlement. L'enquête s'est terminée en septembre 2019 et toutes les personnes accusées de crimes ainsi que le responsable de la communication, Steve Wymer, ont été licenciés. L'enquête a révélé que ni Wenig ni Wymer « n'avaient ordonné ou su que des actes criminels suivraient ». Wymer a été embauché l'année suivante à la tête d'une branche locale des Boys & Girls Clubs of America, une organisation caritative pour enfants qui était au courant de l'implication de Wymer dans le scandale de harcèlement,,.
Les messages du PDG Wenig ont été jugés « inappropriés » par eBay, mais l'enquête interne d'eBay a conclu que le PDG n'était pas au courant des activités de traque et de harcèlement. Wenig a quitté eBay en septembre 2019, avec une indemnité de licenciement de 57 millions de dollars US. Après que le scandale de harcèlement a fait la une des journaux, Wenig a été réélu au conseil d'administration de General Motors.